# Amiralen

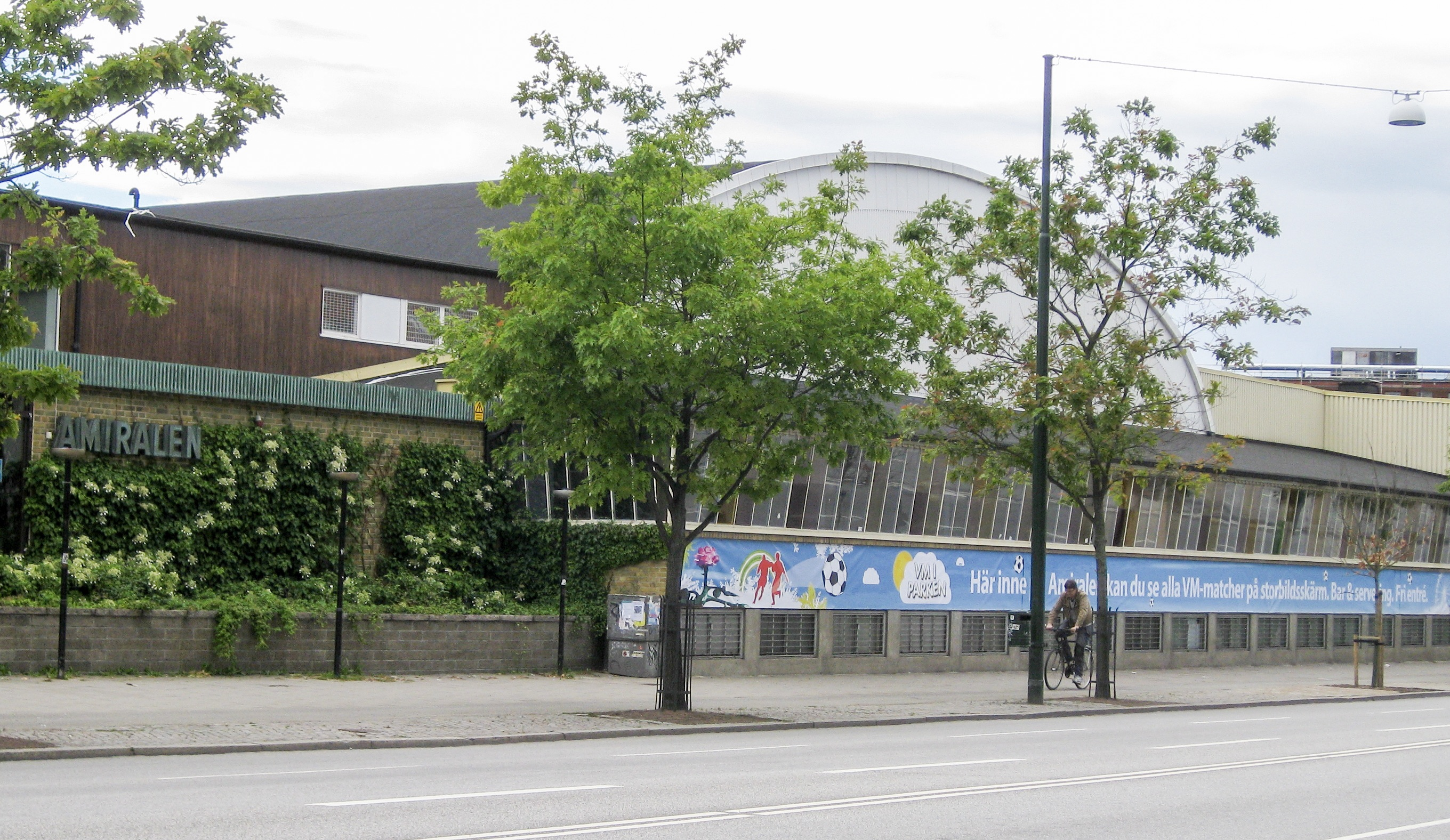
Amiralen

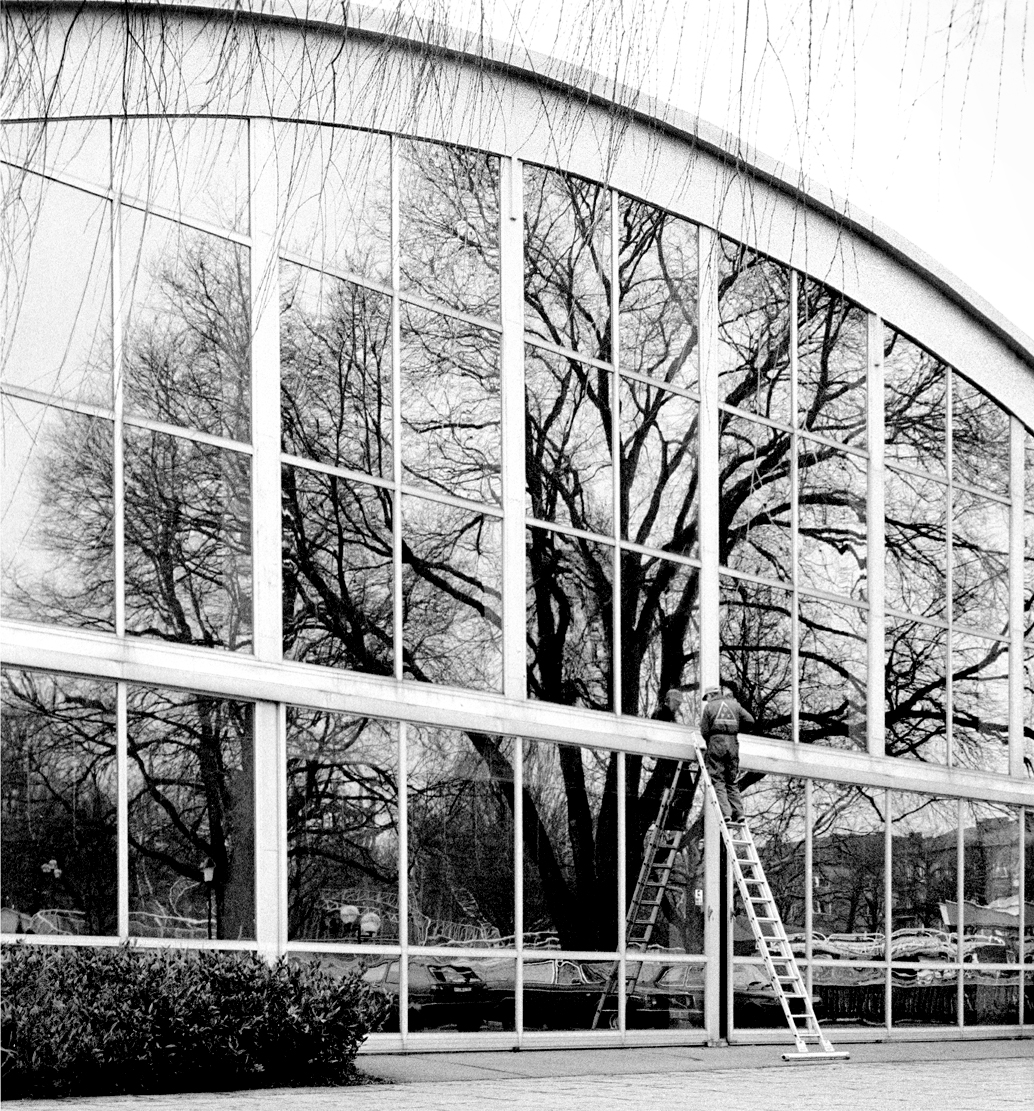
Amiralens baksida in mot Folkets Park 1987.

Amiralen, var vid öppnandet 26 december 1939 Nordens största danspalats, och är beläget vid Amiralsgatan i Malmö. 
Amiralen, som ritades av arkitekten Carl-Axel Stoltz, inrymmer en stor danssalong på över 800 kvm, Malmös största restaurangkök och mindre lokaler. Amiralen är särskilt starkt förknippat med Harry Arnold, vars orkester spelade där 1942–49 och 1952–54. Det är fortfarande Malmös största dansgolv.
Carl-Axel Stoltz ritade även den intilliggande byggnaden, som invigdes 27 januari 1940, då under namnet Biografteatern Amiralen, idag Nöjesteatern.